# Vladimir Salomonovitch Pozner
Pour les articles homonymes, voir Vladimir Pozner.
Vladimir Pozner (en russe : Влади́мир Соломо́нович По́знер) est un écrivain français d'origine juive russe, né à Paris le 5 janvier 1905 et mort dans la même ville le 19 février 1992.
Novateur littéraire, il est un témoin exceptionnel d'un siècle « bouleversé-bouleversant ».

## Biographie
Sa famille, opposée au régime tsariste, est issue de l'Empire russe : présent à Pétrograd pendant la révolution d’Octobre, il va en témoigner dans 1001 jours. De même sur Gorki, le grand aîné qui le premier l'encourage à écrire (Souvenirs sur Gorki), et sur les amis : Brecht, Buñuel, Chagall, Oppenheimer, Picasso et bien d’autres, dans Vladimir Pozner se souvient. Il fait plusieurs voyages aux États-Unis, où il devra émigrer durant l'Occupation à cause de ses origines juives et de son activité antifasciste : il témoigne sur Hollywood, Charlie Chaplin et le cinéma de la grande époque des années 1940, auquel il collabore en tant que scénariste. Il témoigne par des romans sur la guerre d'Espagne (Espagne premier amour), la Seconde Guerre mondiale (Deuil en 24 heures, Les Gens du pays, Le temps est hors des gonds), la guerre d'Algérie (Le Lieu du supplice). Il témoigne aussi, avec tendresse et précision, du monde de l’enfance (Le Fond des ormes, ou Le Lever du rideau, à propos duquel Picasso s’écriera : « Ça, c’est un livre ! »).
Pozner invente un genre littéraire – témoignage, reportage, coupures de journaux, extraits de déclarations, de documents ou de dépêches – qui doit tout et rien à la fiction, éclairages multiples qui évoquent le montage de cinéma : Tolstoï est mort, Les États-Désunis,, Qui a tué H.O. Burrell ?
Ainsi, du Mors aux dents (écrit autour du baron Ungern) à Cuisine bourgeoise ou aux Brumes de San Francisco, Vladimir Pozner aura été « de ces écrivains qui pensent que la réalité a beaucoup plus de talent que nous », comme l’écrivait son ami Claude Roy, qui précisait : « Il faut ajouter que pour atteindre cette réalité-là, il faut aussi beaucoup de talent. Pozner en a. ».
Vladimir Pozner adhère au Parti communiste en 1933. Il en est exclu en 1937, et y est réintégré après la Seconde Guerre mondiale. Membre actif de l'Association des écrivains et artistes révolutionnaires (AEAR) dès sa création en 1932, il collabore aux revues Commune et Regards. En 1935, il participe au Premier congrès international des écrivains pour la défense de la culture. Il s'exile aux États-Unis en 1940, d'où il ne revient qu'en 1946. Membre du Comité national des écrivains, sa connaissance des États-Unis lui permet, dès 1950 d' alerter en France sur l'affaire Rosenberg. Pendant la Guerre d'Algérie, le 7 février 1962, il est victime d'un attentat de l'OAS à son domicile, où il est gravement blessé. Il collabore jusqu'à la fin de sa vie à L'Humanité et son annuel Almanach ouvrier et paysan.

## Publications

### Œuvre
- Panorama de la littérature russe, Paris, Éditions Kra, 1929.
- Anthologie de la prose russe contemporaine, 1929
- Tolstoï est mort, 1935 ; Christian Bourgois éditeur[11], 2010
- Le Mors aux dents, 1937 ; Actes Sud/Babel[12],[13], 2005
- Les États-Désunis, 1938 ; Lux Éditeur[14], 2009
- Deuil en 24 heures, 1942
- Les Gens du pays, 1943
- Qui a tué H. O. Burrell ?, 1952
- Souvenirs sur Gorki, 1957
- Le Lieu du supplice, 1959
- Le Lever du rideau, 1961
- Espagne premier amour, 1965 ; Julliard 2022
- Mille et un jours, 1967
- Le temps est hors des gonds, 1969
- Vladimir Pozner se souvient, 1972 ; Lux éditeur 2013
- Mal de lune, 1974
- Œuvres (Le Mors aux dents, Espagne premier amour, Deuil en 24 heures, Le Temps est hors des gonds, Le Lieu du supplice), préface de Pierre-Jean Rémy, Paris, Livre Club Diderot, 1977.
- Descente aux enfers, 1980
- Les Brumes de San Francisco, 1985 ; Actes Sud/Babel[15], 2006
- Le Fond des ormes, Actes Sud, 1986
- Cuisine bourgeoise, Actes Sud, 1988
- Souvenirs sur Aragon et Elsa : le Temps des cerises, SALAET, 2001 (posthume)
- Un Pays de barbelés, Éditions Claire Paulhan, 2020

### Traductions
- Victor Chklovski, Voyage sentimental ; Kra, 1925 ; Gallimard, 1963.
- Victor Chklovski, Zoo ; Gallimard, 1963, 1999.
- Vsévolod Ivanov, Quand j’étais fakir Gallimard, coll. Littératures soviétiques, 1970
- Vassili Rozanov, L’Apocalypse de notre temps, traduit du russe par Vladimir Pozner et Boris de Schlœzer, éditions Ivrea, 1997.
- Léon Tolstoï, Journal intime (en collaboration avec Jean Chuzeville) ; Éd. du Trianon, 1926.